# Тютюсу
Тютюсу — река в России, протекает в Эльбрусском районе Кабардино-Балкарской Республики. Длина реки составляет 9,7 км, площадь водосборного бассейна 58,3 км².
Начинается из ледника Тютю на северных склонах горы Тютюбаши. Течёт по ущелью в северном направлении, в среднем и нижнем течении через берёзово-сосновый лес. Устье реки находится в 129 км по правому берегу реки Баксан.

## Данные водного реестра
По данным государственного водного реестра России относится к Западно-Каспийскому бассейновому округу, водохозяйственный участок реки — Баксан, без реки Черек. Речной бассейн реки — реки бассейна Каспийского моря междуречья Терека и Волги.
Код объекта в государственном водном реестре — 07020000712108200004536.